# Gianni Minervini (produttore cinematografico)
Gianni Minervini (Napoli, 26 ottobre 1928 – Roma, 4 febbraio 2020) è stato un produttore cinematografico e attore italiano.

## Biografia
Gianni Minervini nacque nel 1928, figlio del giornalista Roberto e fratello della scultrice Annamaria.
Come attore interpretò il ragazzo fiorentino che fa una sonora pernacchia ad Alberto Sordi nel film Souvenir d'Italie di Antonio Pietrangeli.
Nel 1976 fondò la AMA Film in società con i fratelli Antonio e Pupi Avati. Talent scout del cinema italiano, produsse il primo film di Giuseppe Bertolucci, Berlinguer ti voglio bene. Fu anche il produttore dei primi film di Gabriele Salvatores, ricevendo il Premio Oscar con Mediterraneo nel 1992. 
Morì all'Ospedale Fatebenefratelli dell'Isola Tiberina di Roma il 4 febbraio 2020.

## Filmografia

### Attore
- Le ragazze di San Frediano, regia di Valerio Zurlini (1955)
- L'Alfiere - miniserie TV, 1 episodio (1956)
- Moglie e buoi, regia di Leonardo De Mitri (1956)
- Souvenir d'Italie, regia di Antonio Pietrangeli (1957)
- Classe di ferro, regia di Turi Vasile (1957)
- Canne al vento - film TV (1958)
- Guardia, ladro e cameriera, regia di Steno (1958)
- La cento chilometri, regia di Giulio Petroni (1959)
- Ferdinando Iº re di Napoli, regia di Gianni Franciolini (1959)
- Tipi da spiaggia, regia di Mario Mattoli (1959)
- Guardatele ma non toccatele, regia di Mario Mattoli (1959)
- Urlatori alla sbarra, regia di Lucio Fulci (1960)

### Produttore
- Totò, Fabrizi e i giovani d'oggi, regia di Mario Mattoli (1960)
- La lunga notte del '43, regia di Florestano Vancini (1960)
- La notte dei serpenti, regia di Giulio Petroni (1969)
- Il sole nella pelle, regia di Giorgio Stegani (1971)
- Bordella, regia di Pupi Avati (1976)
- La casa dalle finestre che ridono, regia di Pupi Avati (1976)
- Tutti defunti... tranne i morti, regia di Pupi Avati (1977)
- Berlinguer ti voglio bene, regia di Giuseppe Bertolucci (1977)
- Jazz Band - miniserie TV, 3 episodi (1978)
- Le strelle nel fosso, regia di Pupi Avati (1979)
- Un dramma borghese, regia di Florestano Vancini (1979)
- Cinema!!! - miniserie TV, 4 episodi (1979)
- Macabro, regia di Lamberto Bava (1980)
- Aiutami a sognare, regia di Pupi Avati (1981)
- La baraonda, regia di Florestano Vancini (1981)
- Fuori stagione, regia di Luciano Manuzzi (1982)
- Dancing Paradise - miniserie TV, 3 episodi (1982)
- Zeder, regia di Pupi Avati (1983)
- Una gita scolastica, regia di Pupi Avati (1983)
- Mi manda Picone, regia di Nanni Loy (1984)
- I ragazzi della valle misteriosa - serie TV, 10 episodi (1984)
- Segreti segreti, regia di Giuseppe Bertolucci (1985)
- Notte d'estate con profilo greco, occhi a mandorla e odore di basilico, regia di Lina Wertmüller (1986)
- La sposa era bellissima, regia di Pál Gábor (1987)
- Strana la vita, regia di Giuseppe Bertolucci (1988)
- Se lo scopre Gargiulo, regia di Elvio Porta (1988)
- Marrakech Express, regia di Gabriele Salvatores (1989)
- Turné, regia di Gabriele Salvatores (1990)
- Mediterraneo, regia di Gabriele Salvatores (1991)
- Gangsters, regia di Massimo Guglielmi (1992)
- I pavoni, regia di Luciano Manuzzi (1994)
- Pianese Nunzio, 14 anni a maggio, regia di Antonio Capuano (1996)
- La medaglia, regia di Sergio Rossi (1997)
- Polvere di Napoli, regia di Antonio Capuano (1998)
- Senza movente, regia di Luciano Odorisio (1999)
- Sottovento!, regia di Stefano Vicario (2001)
- I salmoni del San Lorenzo, regia di Ferenc András (2003)
- L'amore buio, regia di Antonio Capuano (2010)